# Criptojudaísmo
O Criptojudaísmo é a prática da religião judaica em segredo.

## Termo
O termo criptojudeu se refere aos judeus que praticavam sua fé e seus costumes em segredo, por receio de perseguições religiosas, ao mesmo tempo que publicamente praticam outra religião. Destes grupos destacam-se os xuetes das Ilhas Baleares, os marranos na Península Ibérica ou ainda os "neofiti" da Itália.
O criptojudaísmo permitiu que muitos grupos mantivessem seus laços com as tradições e a fé judaica, mesmo durante os períodos conturbados e as disputas religiosas que ocorreram desde a grande diáspora ocorrida a partir do ano 70 d.C., com a destruição do Templo de Jerusalém pelos romanos. A partir deste período, a nação judaica passou por uma grande divisão e dispersão pelos territórios do Norte da Africa, Europa (mediterrâneo), Europa (leste europeu), Asia menor e mesmo localidades mais distantes como a Etiópia e a China (comunidade recentemente reconhecida).
O criptojudaísmo também se confunde com outro termo, frequentemente utilizado para designar estas pessoas e grupos que compartilhavam a fé judaica em segredo, os Marranos. Este termo era utilizado para nomear os cristãos-novos em terras do Novo Mundo (América), e não somente nos países ibéricos, onde esta designação nasceu de um termo ofensivo (do espanhol termo utilizado para designar o porco (suíno)).

## Origens
Nos séculos seguintes a oficialização do cristianismo como religião oficial do Império Romano, e posteriormente também oficializada como religião oficial de diversos povos e reinos germânicos, ocorreu o que ficou conhecido como a instalação da Inquisição Católica (a partir do século XII d.C), regida pelo Tribunal do Santo Ofício (que tanto poderia ser o de Roma, como este poderia ser instaurado em um país (no caso Portugal, Espanha e outros) para que estes pudessem supervisionar diretamente suas colônias (exemplos como o Brasil e a América Espanhola).
A inquisição em si serviria para coibir a divulgação e a supressão da heresia no seio da Igreja Católica. A Inquisição foi criada inicialmente para combater o sincretismo entre alguns grupos religiosos que praticavam a adoração de plantas e animais e utilizavam mancias. A Inquisição Católica medieval, da qual derivam todas as demais, foi fundada em 1184 em Languedoc, no sul da França, para combater a heresia dos cátaros ou albigenses. Em 1249 implantou-se também no Reino de Aragão, como a primeira Inquisição estatal e, já na Idade Moderna, com a união de Aragão e Castela, transformou-se na Inquisição espanhola (1478 - 1834), sob controle direto da monarquia hispânica, estendendo posteriormente sua atuação à América. A Inquisição portuguesa foi criada em 1536 e existiu até 1821. A Inquisição romana ou "Congregação da Sacra, Romana e Universal Inquisição do Santo Ofício" existiu entre 1542 e 1965.
Posteriormente, no conjunto de práticas consideradas heréticas, incluiu-se as práticas judaicas e o combate, com punição de morte (Auto de Fé) para quem fosse pego em prática judaica e não as abandonasse e se convertesse ao cristianismo.
Nos séculos que se seguiram, era bastante comum os comerciantes das cidades mediterrâneas serem de origem judaica, uma vez que o povo judeu sempre esteve associado com a prática do comércio. Por tanto, estes eram alvos constantes de denúncias e perseguições, por parte do Tribunal do Santo Ofício. Outra prática que era denunciante era a usura (empréstimo hoje conhecido como agiotagem) condenado também como heresia.
O grupo judaico conhecido como Sefardim (Sefaradita) (termo usado para referir aos descendentes de Judeus originários de Portugal e Espanha. A palavra tem origem na denominação hebraica para designar a Península Ibérica (Sefarad ספרד), ou os que utilizam a língua sefardi, também chamada "judeu-espanhol" e "ladino", como língua litúrgica) foi o principal alvo das ações dos tribunais do Santo Oficio instalados nos países mediterrâneos (principalmente os Ibéricos, Portugal e Espanha) e suas colônias. Neste contexto, as populações sefaraditas foram migrando de país em país, buscando sempre fugir das ações do Tribunal do Santo Oficio. Nesta trajetória, deixaram para trás locais como a Grécia, a Península Itálica ou a Macedônia, tendo como último refúgio a Península Ibérica. A partir do século XV o Reino da Espanha decretou a sua Inquisição instaurada e ordenou que todo o judeu que quisesse permanecer na Espanha teria que se converter ao cristianismo católico, sendo que esta conversão implicava em abandonar não só a fé, mas os costumes e modificar o nome, através do batismo.
Sob este contexto, nascia o que conhecemos hoje como criptojudaísmo, pois muitas famílias sefaraditas se converteram ao cristianismo (Cristãos-Novos) como forma de evitar terem suas posses, e mesmo sua vida, retirados pelo Tribunal do Santo Ofício. Mas esta conversão era apenas uma "fachada", pois nos momentos de intimidade, a família sefaradita praticava sua fé judaica e seus costumes, longe dos olhos das demais pessoas (Cristãos Velhos) e dos inquisidores. Diversas reuniões de famílias criptojudaicas se deram as escondidas, em sinagogas escondidas em casas, armazéns e coisas deste gênero.
Em 1492, quando a coroa espanhola decretou a expulsão dos judeus da Espanha (Decreto de Alhambra, as milhares de famílias cruzaram a fronteira em direção a Portugal, com a ideia de um último refúgio em terras ibéricas. Lá permaneceram até 5 de Dezembro de 1496, quando Dom Manuel assinou o decreto de expulsão dos hereges, concedendo-lhes prazo até 31 de Outubro de 1497 para que deixassem o país. Aos judeus, o rei permitiu que optassem pela conversão ou desterro, esperando assim que muitos se batizassem, ainda que apenas pro forma ("fachada"). Os judeus, no entanto, não se deixaram convencer e a grande maioria optou por abandonar o país. O rei, ao ver cair por terra sua estratégia, mandou fechar todos os portos de Portugal - menos o porto de Lisboa - para impedir a fuga.
Foi então no porto de Lisboa que se concentraram cerca de 20 mil judeus, esperando transporte para abandonar o território português. Em abril de 1497, o rei manda sequestrar as crianças judias menores de 14 anos, para serem criadas por famílias cristãs, o que foi feito com grande violência. Em outubro de 1497, os que ainda resistiam à conversão foram arrastados à pia batismal pelo povo incitado por clérigos fanáticos e com a complacência das forças da ordem.

## Criptojudaísmo no Brasil
Tanto no Brasil como na América Espanhola o criptojudaísmo iniciou com a chegada das famílias dos colonizadores ibéricos, sendo muitas destas famílias de cristã-novas, mas que não deixaram de praticar seus costumes e orações judaicas em segredo. No Brasil, alguns historiadores afirmam que a presença judaica começou com o descobrimento, pois membros da tripulação de Pedro Alvares Cabral eram de origem judaica cristã-nova. Personalidades essenciais para a colonização do recém "descoberto" Brasil eram de origem "Marrana" (termo que denomina os Marranos ou cristão-novos de origem judaica), a saber o próprio Fernão de Noronha (ou Fernando de Noronha) que empreendeu um projeto, a custas próprias, na exploração do pau brasil.
Com a criação do regime de capitanias hereditárias e a exploração do açúcar no Nordeste Brasileiro, as terras "recém descobertas" se tornaram um atrativo para diversas famílias cristãs-novas, que viriam para o Brasil em busca de prosperar com a exploração açucareira e, de contrapartida, fugir dos "olhos" do Tribunal da Inquisição.
No período do final do Século XVI, a cidade de Salvador, primeira capital do Brasil, já era um porto que recebia diversas famílias de origem judaica, tidas como cristãs-novas. Estas se dirigiam para o interior do estado da Bahia e para a parte que conhecemos hoje como os estados de Sergipe e Alagoas. Neste mesmo período, Olinda e, posteriormente, Recife já eram tidas como cidades de comércio próspero, tendo a figura dos cristão-novos por de traz dos avanços comerciais notáveis. Do atual estado do Pernambuco, muitas famílias criptojudaicas partiram em direção ao atual estado da Paraíba e, posteriormente, para o Rio Grande do Norte e Ceará, efetuando assim a colonização destes estados e desenvolvendo a exploração comercial da cana-de-açúcar.
Com o advento da Invasões Holandesas no Brasil (1630-1654), a partir de Pernambuco e estendendo-se para as demais regiões dos atuais estados das Alagoas, Paraíba e Rio Grande do Norte, vieram os judeus portugueses que se refugiaram em Amsterdã, e que serviam tanto para facilitar as relações com os habitantes locais (por conta da língua portuguesa e também por conta das origens comuns judaicas) quanto para incrementar ainda mais as relações comerciais de produção. Tanto é prova desse sucesso, que os próprios comerciantes e senhores de engenho mantinham um relação muito mais amigável e lucrativa, para com os holandeses do que com a coroa portuguesa, sendo que muitos ainda continuaram a favor dos holandeses, mesmo quando ocorreu as guerras de reconquistas.
Foi durante este período que se construiu a primeira Sinagoga da América, a Sinagoga Kahal Zur Israel, localizada na cidade de Recife, no Rua do Bom Jesus (Antiga Rua dos Judeus), centro histórico de Recife. Embora existissem sinagogas mais antigas (a maioria destruída pela inquisição ou pela degradação do tempo), porém escondidas em várias cidades do nordeste, em casarões, armazéns, calabouços e coisas do gênero (a mencionar A Casa de David Senior Coronel, o Engenho Camaragibe de Diogo Fernandes e Branca Dias, em terras pertencentes a Bento Dias Santiago, rico cristão novo em Recife, e A casa de Duarte Saraiva, além de outras espalhadas em estados como a Paraíba e interiores, onde funcionaram, antes como sinagoga primitivas, mas não em caráter livre como foi a Sinagoga Kahal Zur Israel, presidida pelo Rabino luso-holandês Isaac Aboab da Fonseca (1605-1693).

### Criptojudaísmo e a cultura nordestina
As marcas da passagem desta "segunda leva ou introdução" da cultura judaica na raiz do povo brasileiro deixou ainda mais presente a figura do criptojudaísmo, que passou a ser ainda mais praticado, após a expulsão dos holandeses (1654) e as duas primeiras visitas do Tribunal do Santo Ofício no Brasil, no final do século XVII, de três visitações à colônia brasileira, nomeadamente na Capitania da Bahia, na Capitania de Pernambuco e no Estado do Maranhão e Grão-Pará. Esta última, classificada como extemporânea pelos historiadores, ocorreu já ao final do século XVIII, momento em que a instituição já se encontrava enfraquecida.
O criptojudaísmo no Brasil se confunde com muito da tradição nordestina, principalmente nos estados onde marcadamente as famílias de cristãos novos se instalaram, seja no período inicial da colônia ou nos períodos de dominação holandesa. Os costumes ficaram enraizados e ocultos que somente estão sendo desvendados com pesquisas específicas, a nível universitário, reacendendo as chamas antes apagadas pela inquisição católica no Brasil.
O recolhimento das famílias dentro de casa em dia de sexta feira, onde toda roupa do corpo ou das camas são trocados e a casa é limpa até as 12:00 do dia, também faz parte das tradições judaicas preparativas ao Cabalat Shabat (preparação para o Shabat, ou Sábado sagrado). As orações em famílias, tendo duas velas virgens, sendo acesas apenas por mulheres, de preferência pela matriarca da casa, na mesa da casa, também é uma tradição de preparação do shabat, e em muitas regiões da Paraíba, e do interior do nordeste, é colocado mel cobrindo a base da vela, no amparo onde ela é colocada. Uma brincadeira antiga e que, provavelmente, se mantém no interior do Nordeste é de dar uma moeda para os netos ou crianças da casa para que estas busquem a primeira estrela da noite de sexta feira e contem para o patriarca da casa, sendo esta uma forma antiga de se marcar a hora em que as orações do Cabalat Shabat devem começar.
A influência marrana, ou criptojudaica, se expande inclusive na culinária, com a preparação do pão ou bolacha de pedra quente (uma espécie de bolacha feita com farinha de trigo ou de mandioca, com sal, água e azeite, assada em uma pedra quente) uma versão do pão ázimo ou matzá, a bolacha sete-capas e o "bolachão", bastante presentes nos estado de Sergipe, Alagoas e Bahia, são variações do [pão ázimo] deixados pela cultura judaica. No abate dos animais e no preparo de suas carnes, a cultura judaica também está presente. O ato comum de vendar os olhos de bois, cabritos, carneiros, bodes e etc. antes do sacrifício é um costume típico judaico, principalmente se este vier antecedido de uma oração de preparação, e posteriormente com o ato da degola e escorrimento do sangue pela terra, é uma ato típico do abate Kosher ou kasher, abate judaico.
Muito dos pratos típicos nordestinos, a base de carne de ovinos e caprinos, assados ou cozidos, tem a assinatura judaica portuguesa em sua origem. O ato chamado de "Romper a Páscoa", muito difundido no interior do nordeste, aonde toda a família se reunia na casa do patriarca e esperava até a meia noite, para se comer o cordeiro, ou cabrito, assados, de pé e com ervas, como a rúcula, é uma tradição cultuada pelos antepassados judaicos destas famílias.
Fora estes, existem ainda muitos outros costumes, que dentre estes a marcação com desenhos feitos com carvão e outros materiais, nas entradas das casas, com símbolos de estrelas de seis pontas e outras grafias, que representam as mezuzás colocadas nas portas das casas judaicas. Estes costumes permanecem até hoje enraizados na cultura nordestina e foram tema de um filme documentário chamado: A Estrela Oculta do Sertão.